# 雙三斜十二面體
在幾何學中，雙三斜十二面體是非凸均勻多面體中的一種星形多面體，其索引編號為U41。溫尼爾在他的書《多面體模型》中列出許多星形多面體模型，其中也收錄了此種形狀，並給予編號W80。其可以視為小雙三斜三十二面體經過刻面後的多面體。
雙三斜十二面體的對偶多面體是一種星形二十面體，是由凹六邊形組成的內側三角六邊形二十面體。

## 性質
雙三斜十二面體共有24個面、60條邊和20個頂點。

### 面的組成
雙三斜十二面體由24個面組成，其24個面中，有12個五邊形和12個五角星，每個面都是3個五邊形和3個五角星的公共頂點。

### 頂點座標
邊長為單位長，且幾何中心位於原點的雙三斜十二面體的頂點座標為：
{\displaystyle (0,\pm {\frac {{\sqrt {5}}-1}{4}},\pm {\frac {1+{\sqrt {5}}}{4}})}、
{\displaystyle (\pm {\frac {1+{\sqrt {5}}}{4}},0,\pm {\frac {{\sqrt {5}}-1}{4}})}、
{\displaystyle (\pm {\frac {{\sqrt {5}}-1}{4}},\pm {\frac {1+{\sqrt {5}}}{4}},0)}、
{\displaystyle (\pm {\frac {1}{2}},\pm {\frac {1}{2}},\pm {\frac {1}{2}})}。

### 二面角
雙三斜十二面體的二面角為五平方根倒數的反餘弦值：
{\displaystyle \cos ^{-1}({\frac {\sqrt {5}}{5}})\approx 1.1071\approx 63.4349^{\circ }}

## 對偶多面體

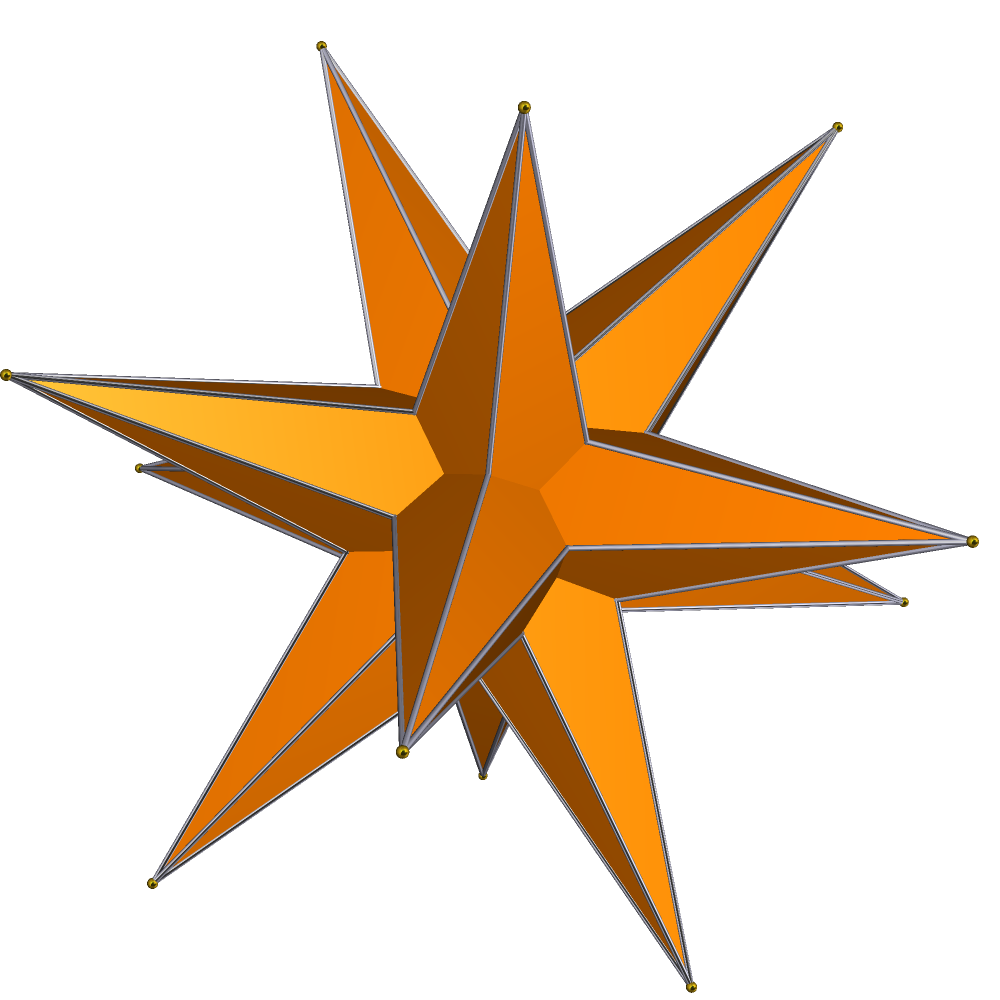
雙三斜十二面體的對偶多面體。

雙三斜十二面體的對偶多面體是內側三角六邊形二十面體，是一個具有20個面、60條邊和24個頂點，由20個全等的凹六邊形構成的星形多面體。

## 相關多面體
由於雙三斜十二面體的凸包是正十二面體，且也無任何頂點位於其凸包內部，因此會與其他凸包為正十二面體、無頂點位於其凸包內部的多面體有相同的頂點排佈，例如小雙三斜三十二面體和大雙三斜三十二面體。另外，其稜排佈也與小雙三斜三十二面體、大雙三斜三十二面體和五複合立方體相同。其中，雙三斜三十二面體相同的原因是因為擁有共同的五角星面、大雙三斜三十二面體亦相同的原因是因為擁有擁有共同的五邊形面。
| a{5,3}             | a{5/2,3}           | b{5,5/2}       |
| =                  | =                  | =              |
| ------------------ | ------------------ | -------------- |
| 小雙三斜三十二面體 | 大雙三斜三十二面體 | 雙三斜十二面體 |
| 正十二面體 (凸包)  | 五複合立方體       |                |

此外，其可以視為正十二面體刻面後的多面體：將五邊形面改成位在正十二面體內部可能的五邊形內，其餘以五角星面填滿剩下的部分形成封閉的多面體。

### 對偶多面體
雙三斜十二面體的對偶多面體為內側三角六邊形二十面體，是一種星形二十面體。但由於其與《五十九種二十面體》中收錄的大三角六邊形二十面體有些許不同，因此被描述為「遺失的星形二十面體」。

### 拓樸正多面體
由於雙三斜十二面體的五角星形面可經由拓樸變形變為五邊形面，因此，這種形狀在拓樸中相當於六階五邊形鑲嵌的商空間。
因此在另外一個索引中也被看作是一種抽象的正多面體。
雙三斜十二面體在拓樸學上由24個五邊形組成，且每個頂點都是6個五邊形的公共頂點，因此在拓樸學上滿足抽象正多面體的定義。然而這種抽象面體若是具象化為雙三斜十二面體則僅能具象化一半的對稱性。這種抽象正多面體可以對應到虧格為9的六階五邊形正則地區圖（施萊夫利符號：{5,6}4），對應的皮特里多邊形為四邊形。
其他四種抽象正多面體為：
| 多面體 | 內側菱形三十面體 | 截半大十二面體        | 內側三角六邊形二十面體 | 雙三斜十二面體        | 凹五角錐十二面體 |
| 種類   | {4,5}6           | {5,4}6                | {6,5}4                 | {5,6}4                | {6,6}6           |
| 頂點圖 | {5}, {5/2}       | (5.5/2)2              | {5}, {5/2}             | (5.5/3)3              |                  |
| 面     | 30個菱形         | 12個五邊形 12個五角星 | 20個六邊形             | 12個五邊形 12個五角星 | 20個六邊形       |
| 鑲嵌   | {4, 5}           | {5, 4}                | {6, 5}                 | {5, 6}                | {6, 6}           |
| χ      | −6               | −6                    | −16                    | −16                   | −20              |

### 對偶複合體
雙三斜十二面體與其對偶的複合體為複合雙三斜十二面體內側三角六邊形二十面體。其共有44個面、120條邊和44個頂點，其尤拉示性數為-32，虧格為17，有32個非凸面，在威佐夫記號中以(3 5/3 | 5)表示。

## 外部連結
- 埃里克·韦斯坦因. . MathWorld.